# كارولين كارلتون
كارولين كارلتون (بالإنجليزية: Caroline Carleton) (6 أكتوبر 1811 في المملكة المتحدة - 10 يوليو 1874)؛ كاتِبة وشاعرة بريطانية.

## روابط خارجية
- كارولين كارلتون على موقع ميوزك برينز (الإنجليزية)